# لورو پیانا
لورو پیانا (انگلیسی: Loro Piana) شرکت کالای لوکس ایتالیایی است، که در سال ۱۹۲۴ توسط پیترو اورو پیانا تأسیس شد.